# Peter Pospíšil
Peter Pospíšil (* 24. April 1944 in Bratislava; † 17. April 2006 ebenda) war ein slowakischer Handballspieler und Fotograf.

## Sportliche Karriere
Der 1,80 m große und zu seiner aktiven Zeit 80 kg schwere Pospíšil war Handballtorwart. Von 1960 bis 1964 spielte er für Slovan Bratislava. Anschließend lief er bis zu seinem Karriereende 1975 für ČH Bratislava auf, mit dem er 1973 Tschechoslowakischer Meister wurde. Für die Tschechoslowakische Nationalmannschaft bestritt er 28 Länderspiele, darunter fünf bei den Olympischen Spielen 1972 in München, bei denen er die Silbermedaille gewann.

## Berufliche Karriere
Pospíšil wurde nach dem Ende seiner sportlichen Laufbahn Fotograf. Von 1973 bis 1992 arbeitete er für das Sportmagazin Start. Anschließend gründete er seine eigene Agentur Štartfoto. 1977 gewann er die Auszeichnung Pressefoto des Jahres der World-Press-Photo-Stiftung für seine Aufnahmen bei den Olympischen Spielen 1976 in Montreal. Er nahm als Aktiver und als Fotograf an 15 Olympischen Sommer- und Winterspielen teil.

## Auszeichnungen
- 1972 Meister des Sports (Majster športu)
- 1977 Pressefoto des Jahres, Bereich Sport
- 2003 Silberner Ring des Slowakischen Olympischen Komitees (Strieborné kruhy SOV)
- 2004 IOC-Trophäe für Sport und Medien (Trofej MOV za Šport a média)
- 2011 Aufnahme in die Slowakische Handball-Hall of Fame (posthum)